# Hecyra tenebrioides
Hecyra tenebrioides là một loài bọ cánh cứng trong họ Cerambycidae.